# Lucio!!
Lucio!! è un album dal vivo del cantautore Ron, pubblicato nel 2019.

## Descrizione
L'album, registrato il 2 giugno 2018 al Teatro Romano di Verona, contiene alcune versioni di Ron di brani di Lucio Dalla eseguiti insieme ad alcuni ospiti, tra cui: Massimo Ranieri, Fiorella Mannoia, Luca Carboni, Paola Turci, Gigi D'Alessio e Ornella Vanoni. Inoltre contiene due versioni studio di Anna e Marco e di Tutta la Vita.
Dal concerto presente in questo album è stato tratto un programma televisivo, (Lucio), andato in onda su Canale 5 il 31 agosto 2018, condotto da Michelle Hunziker e dallo stesso Ron. L'evento ha registrato 1.904.000 telespettatori con il 12,75% di share.

## Tracce
1. Cara (feat. Fiorella Mannoia) – 5:42 (Lucio Dalla)
2. Vita (feat. Massimo Ranieri) – 3:55 (testo: Mogol – musica: Mario Lavezzi)
3. Tu non mi basti mai (feat. Serena Autieri) – 3:46 (testo: Lucio Dalla – musica: Tullio Ferro)
4. Cosa Sarà (in duetto con Lucio Dalla) – 4:39 (testo: Lucio Dalla – musica: Rosalino Cellamare)
5. Chissà se lo sai (feat. Ornella Vanoni) – 4:28 (testo: Lucio Dalla – musica: Rosalino Cellamare)
6. Canzone (feat. Gigi D'Alessio) – 4:26 (testo: Lucio Dalla Samuele Bersani – musica: Lucio Dalla)
7. Quale allegria (feat. Luca Carboni) – 4:16 (Lucio Dalla)
8. Almeno Pensami (feat. Alice) – 3:43 (Lucio Dalla)
9. Felicità (feat. Federico Zampaglione) – 5:40 (Lucio Dalla)
10. Anna e Marco – 3:43 (Lucio Dalla)
11. Tutta la vita – 4:26 (Lucio Dalla)

Durata totale: 48:44

## Crediti
Musicisti
- Ron – voce, chitarra acustica
- Giuseppe Barbera – pianoforte
- Elio Rivagli – batteria
- Roberto Di Virgilio – chitarra elettrica
- Roberto Gallinelli – basso

Produzione
- Maurizio Parafioriti, Ron – produttore
- Ron – arrangiamenti
- Maurizio Parafioriti – registrazioni e missaggio
- Pietro Caramelli – mastering